# Raparna iada
Raparna iada är en fjärilsart som beskrevs av Swinhoe 1901. Raparna iada ingår i släktet Raparna och familjen nattflyn. Inga underarter finns listade.